# NIO

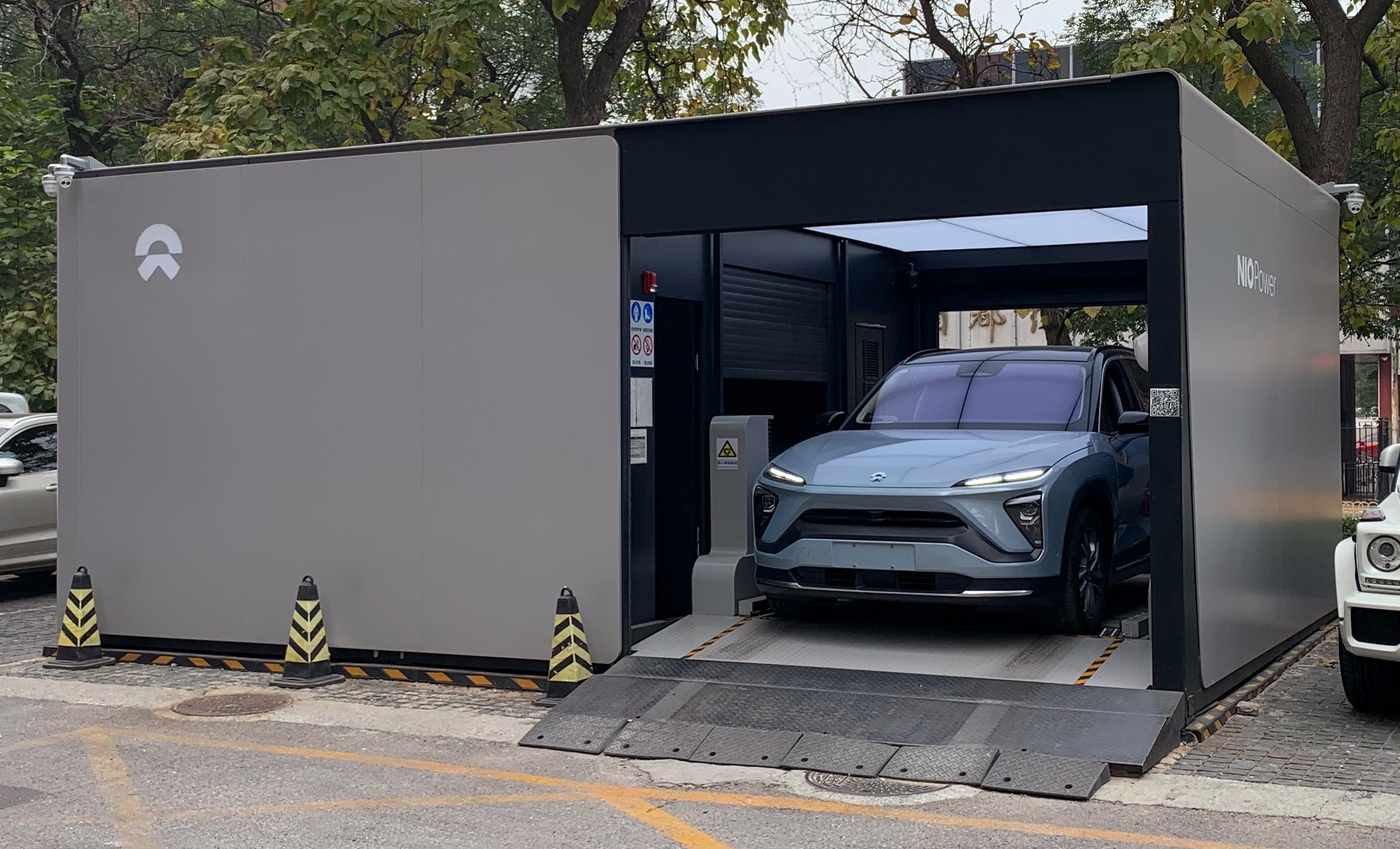
stacja wymiany baterii NIO Power Battery Swap

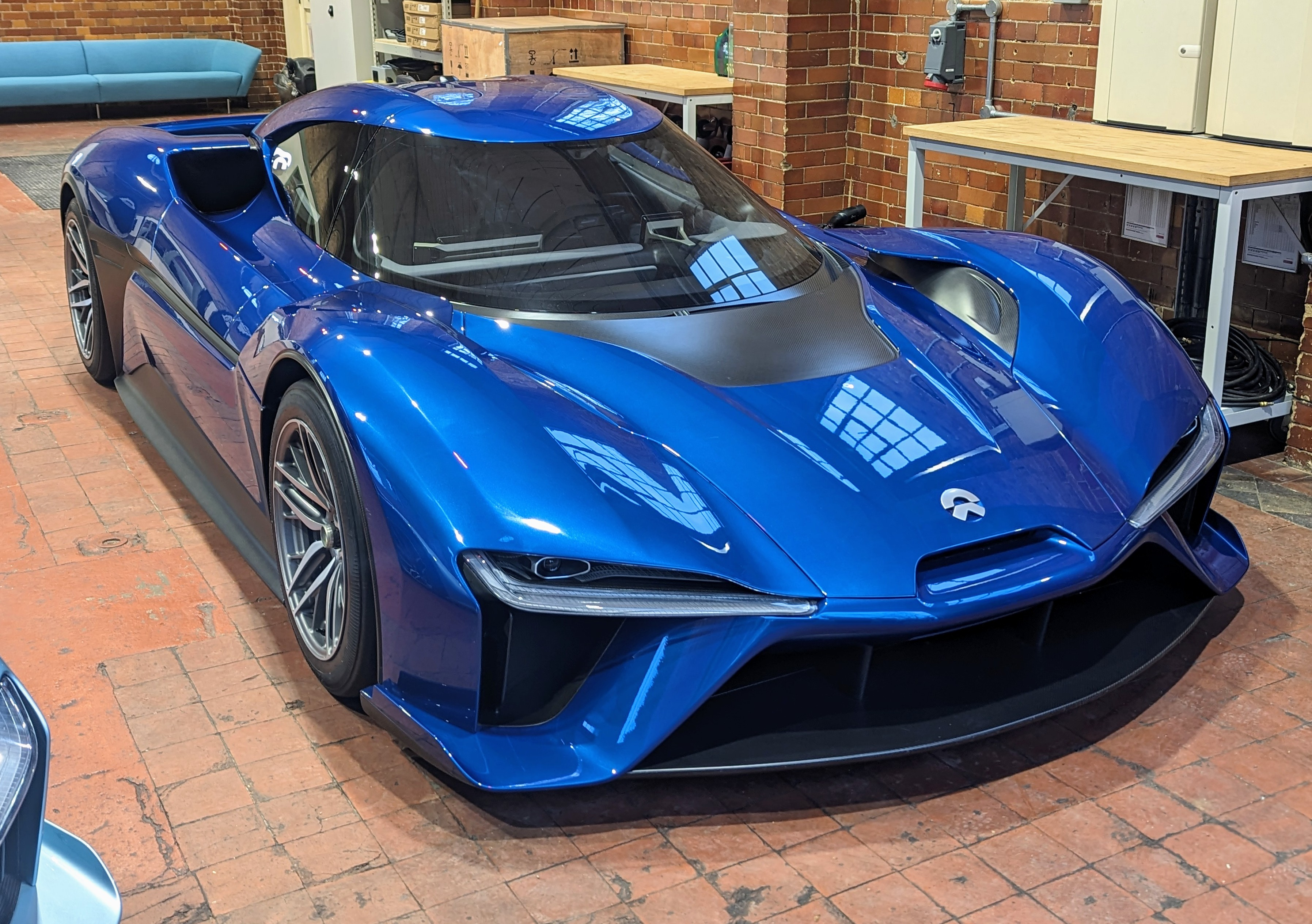
NIO EP9 (2016)

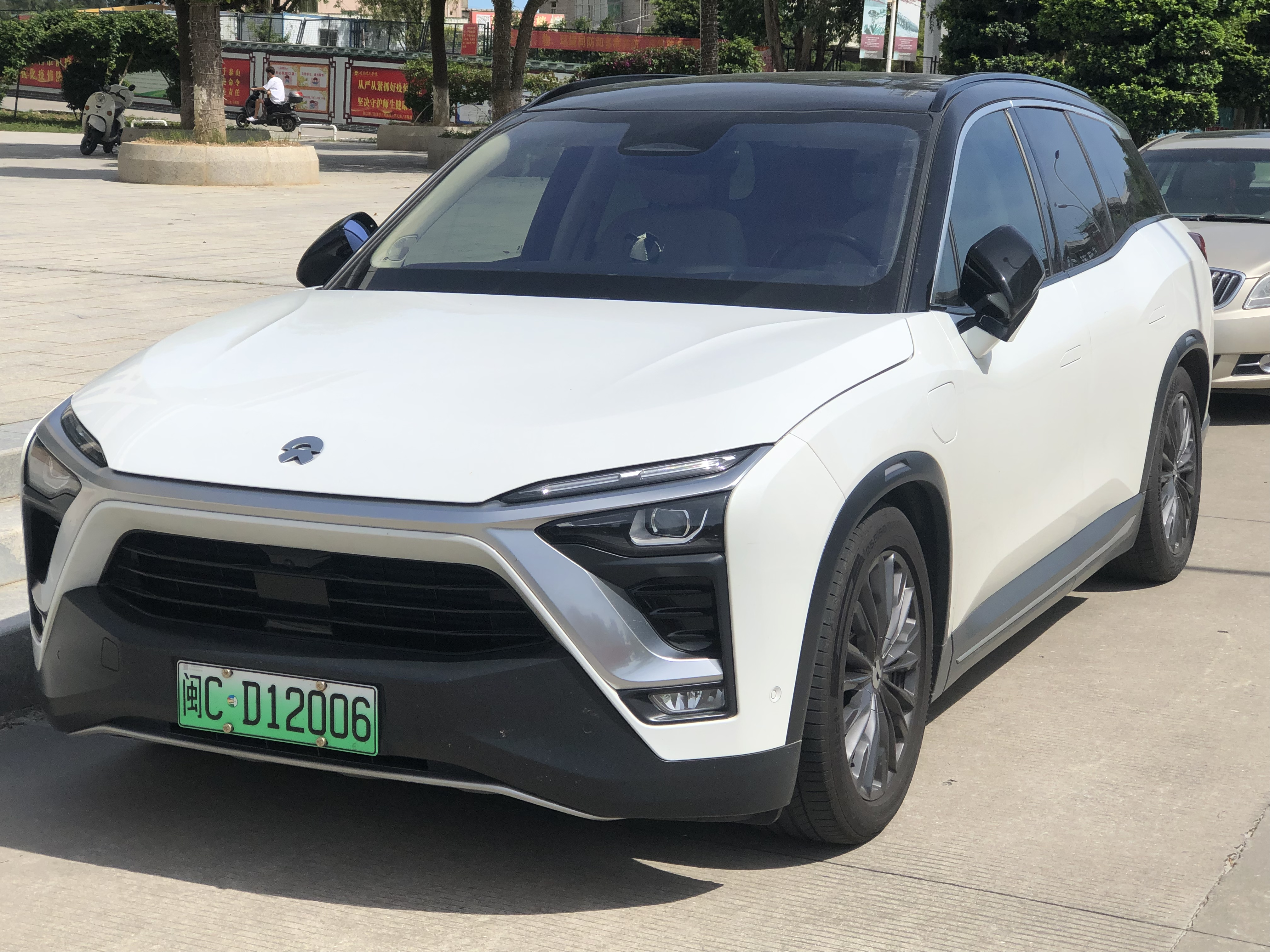
NIO ES8 (2017)

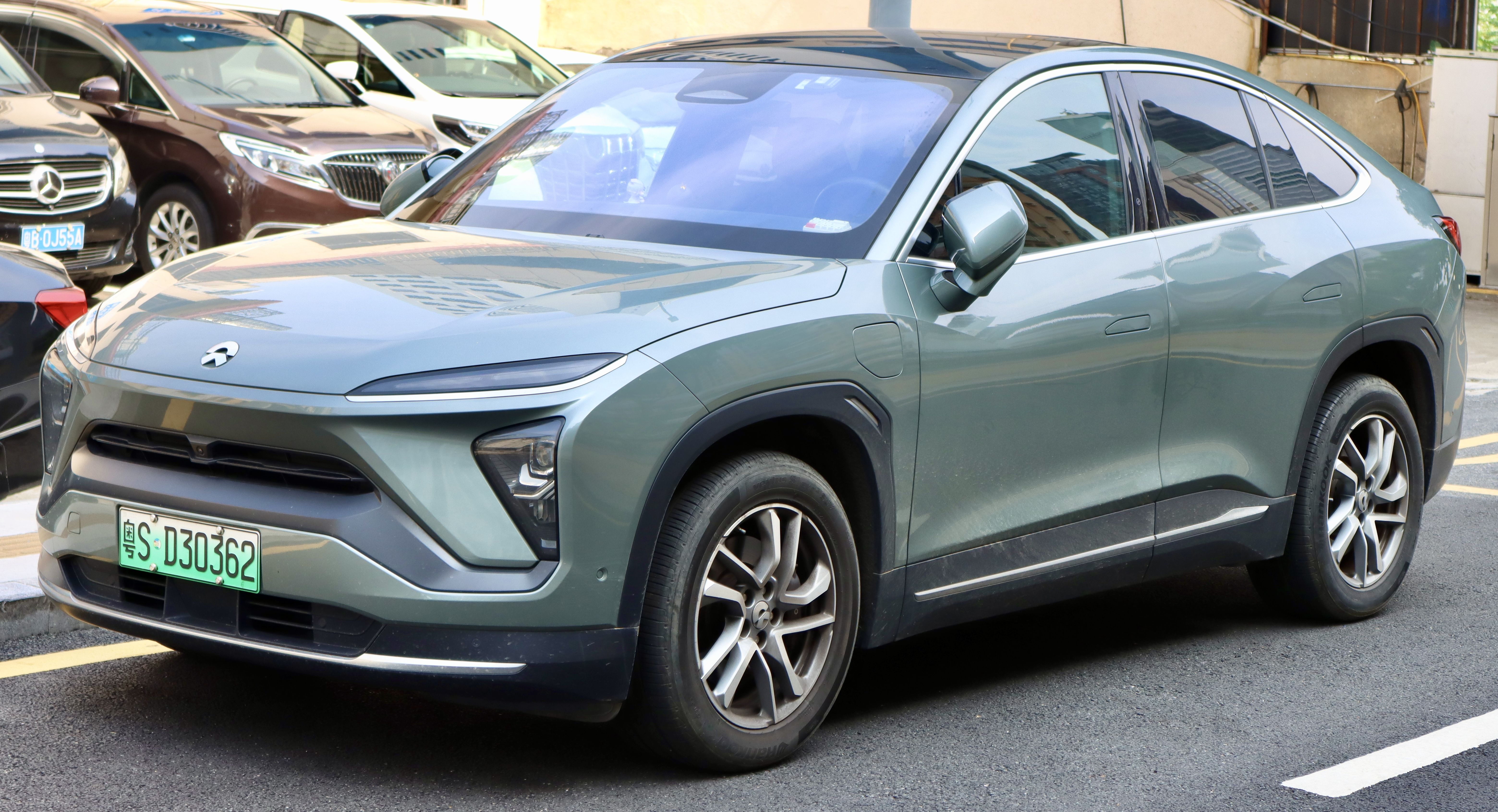
NIO ES6 (2020)

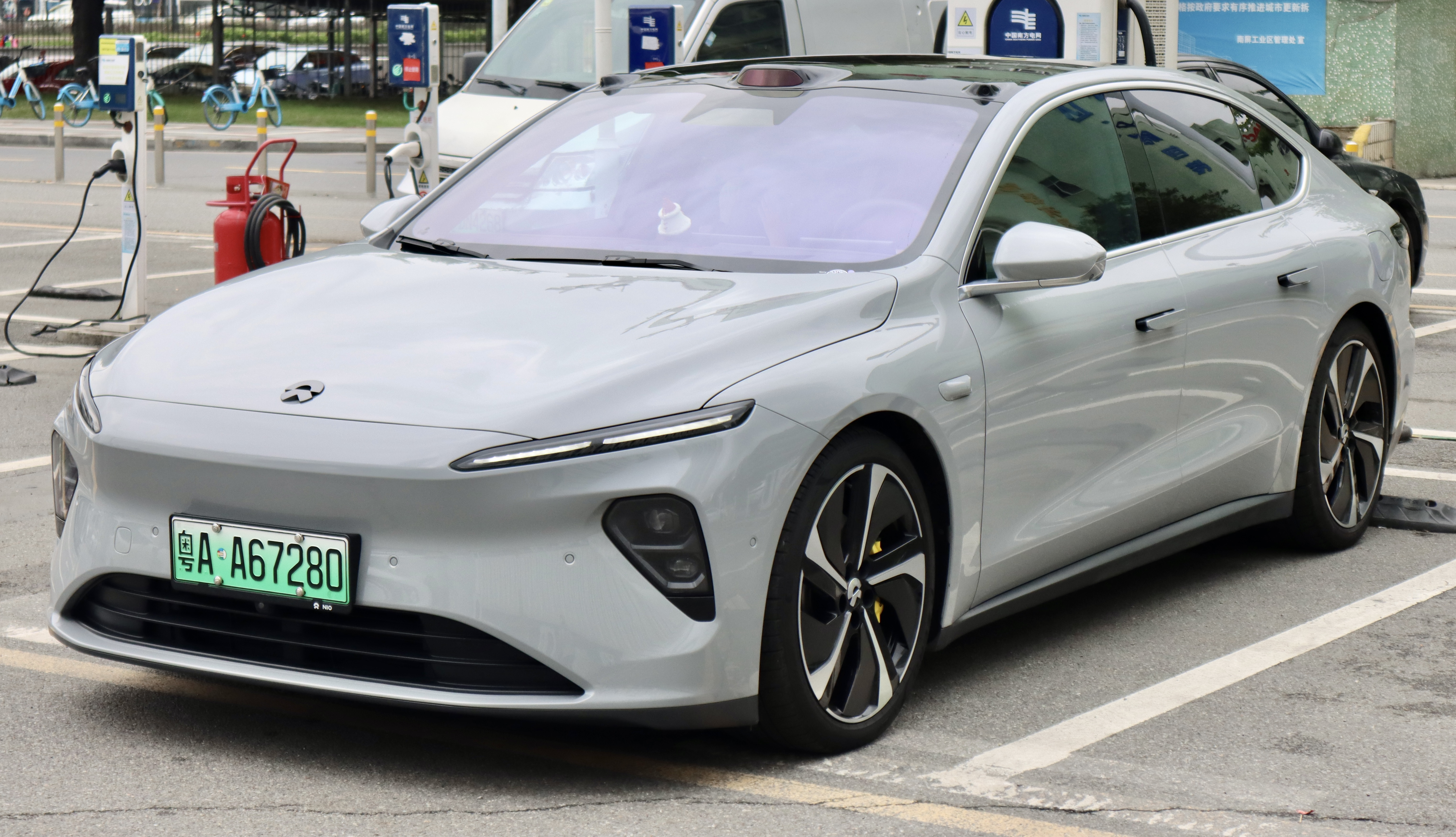
NIO ET7 (2021)

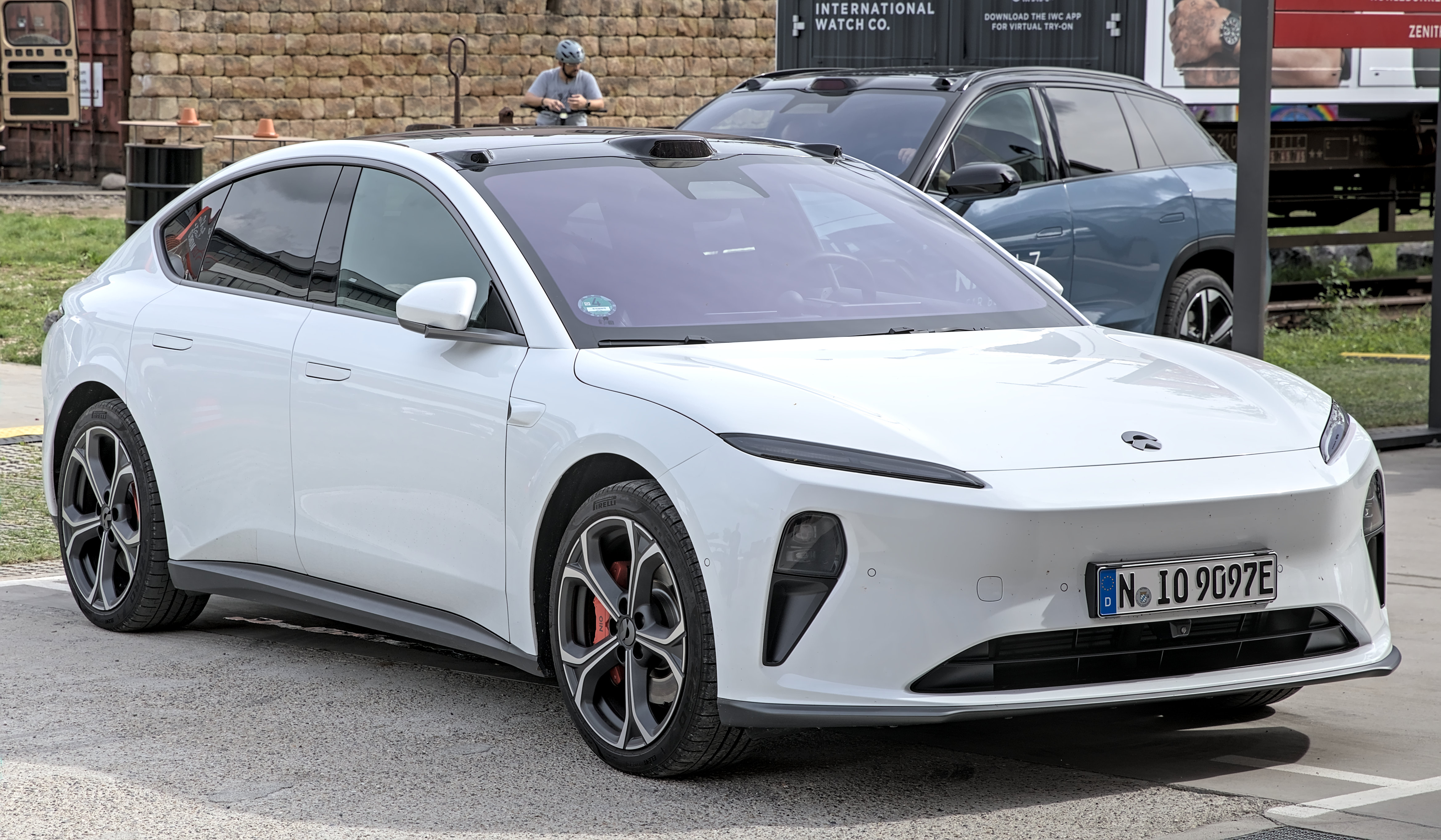
NIO ET5 (2022)

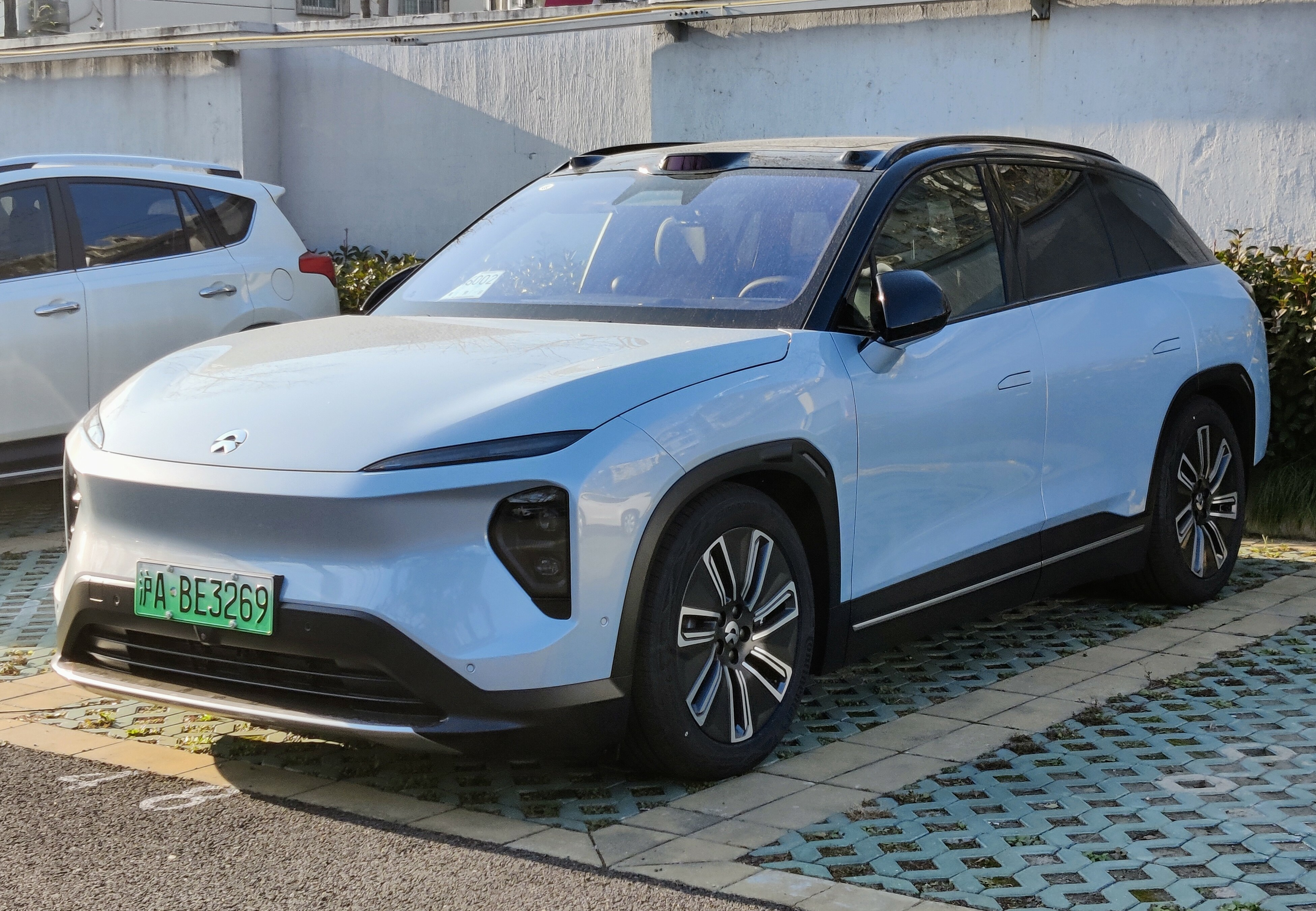
NIO ES7 (2022)

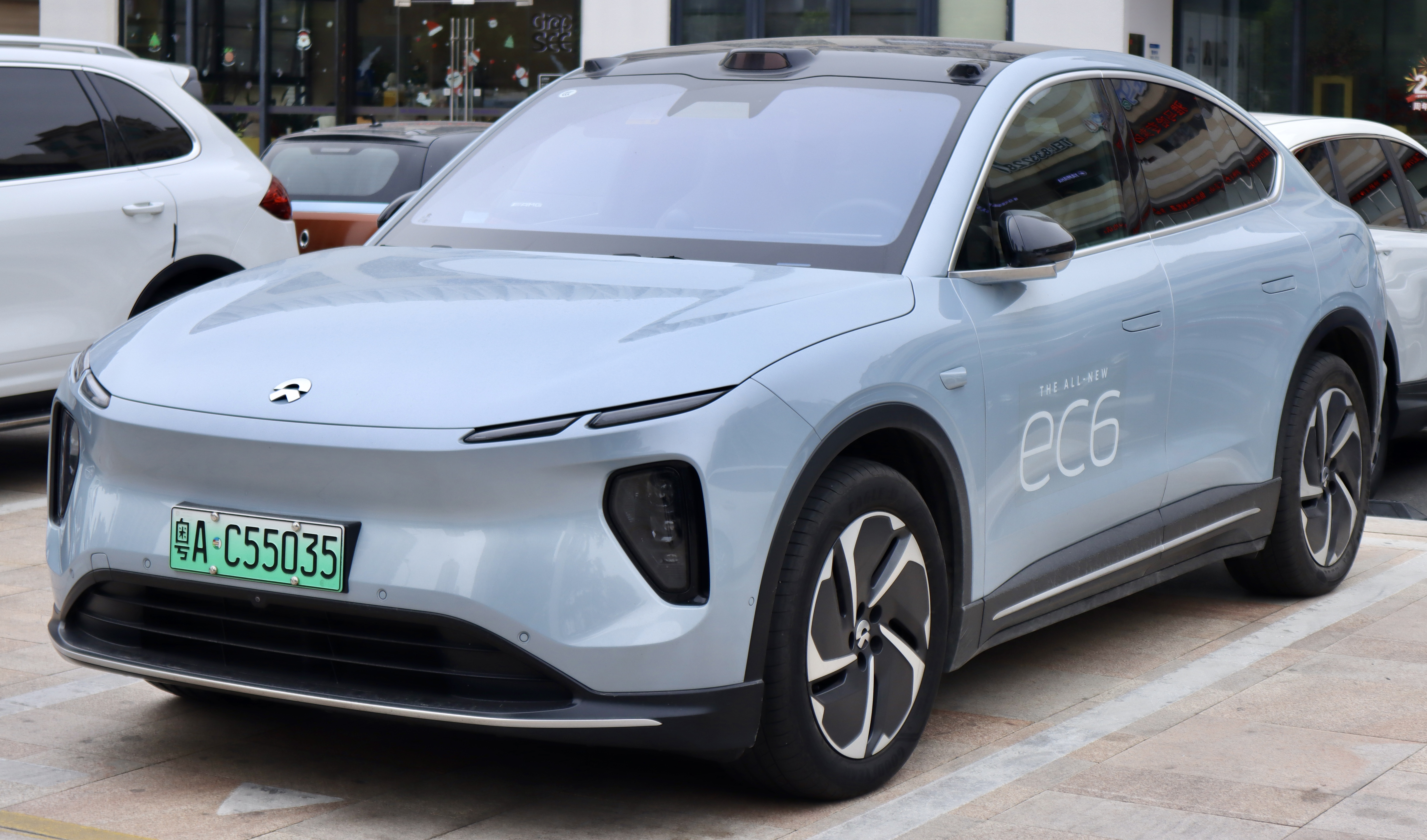
NIO ES6 (2023)

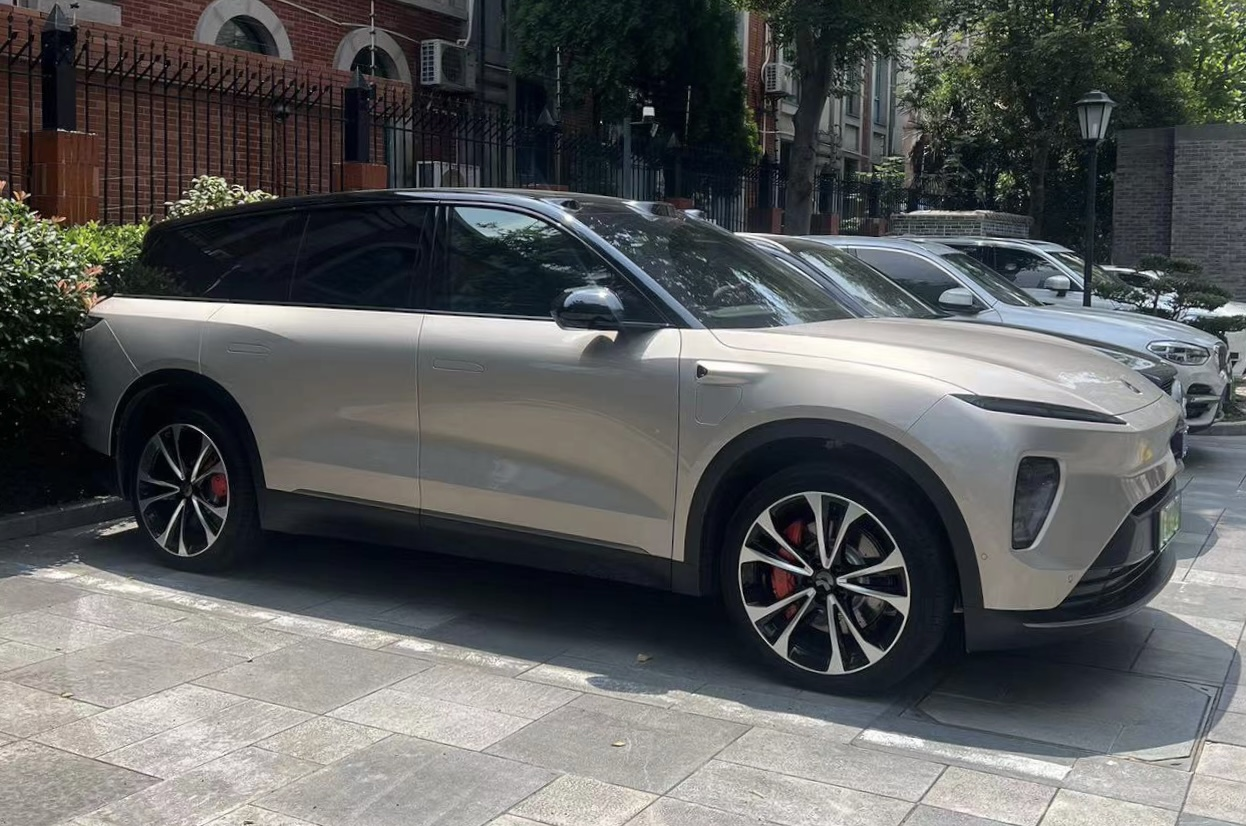
NIO ES8 (2024)

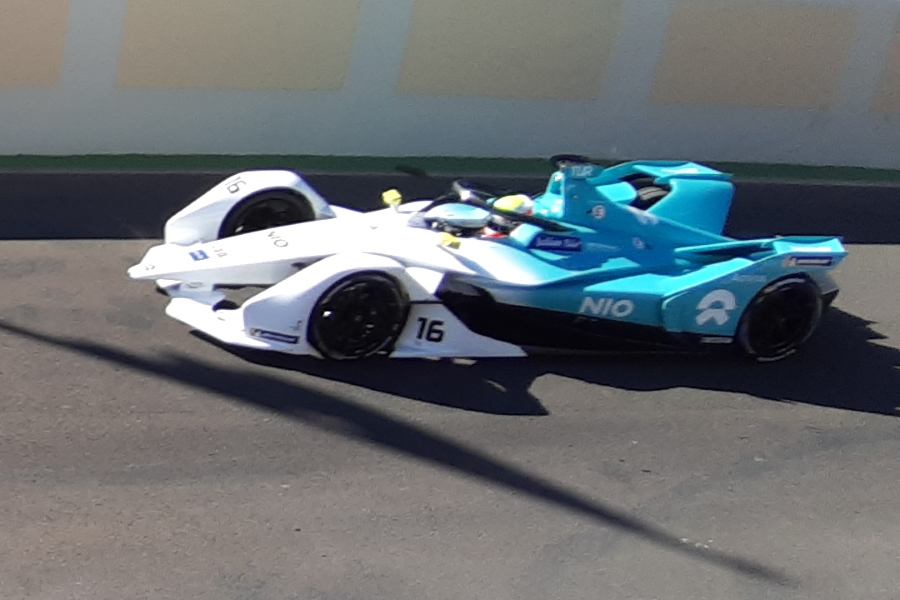
NIO Formula E podczas Marrakesch E-Prix (2019)

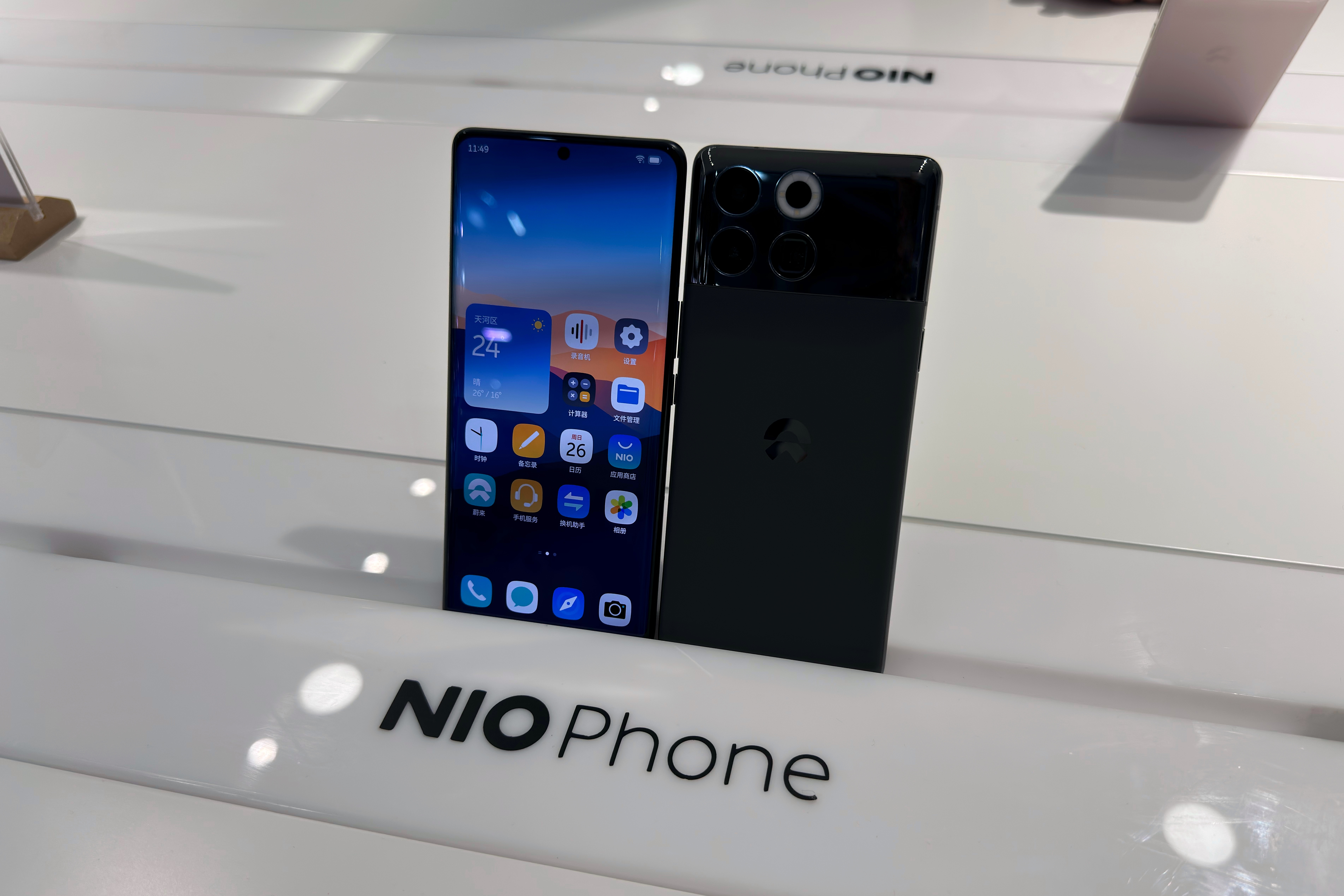
NIO Phone (2023)

NIO (chiń. upr. 蔚来) – chiński koncern samochodowy zajmujący się produkcją elektrycznych samochodów, akumulatorów i stacji wymiany baterii, a także odzieży i elektroniki użytkowej, z siedzibą w Szanghaju, działający od 2014 roku.

## Struktura koncernu

### Marki
- NIO – chiński producent samochodów elektrycznych działający od 2014 roku,
- Firefly – chiński producent samochodów elektrycznych działający od 2024 roku,
- Onvo – chiński producent samochodów elektrycznych działający od 2024 roku.

### Inne
- NIO Forumla E
- NIO Life
- NIO Power
- NIO Service

## Historia

### NextEV
Jesienią 2014 roku chiński przedsiębiorca i milioner William Li założył startup NextEV, obierając za cel inwestowanie w rozwój samodzielnej konstrukcji samochodów o napędzie elektrycznym oraz technologii pojazdów autonomicznych i sztucznej inteligencji. W kolejnych miesiącach przedsiębiorstwo pozyskało szereg inwestorów, wśród których znaleźli się tacy chińscy giganci technologiczni, jak Lenovo, Baidu czy Tencent. W listopadzie 2016 roku NIO przedstawiło swój pierwszy pojazd w postaci hipersamochodu o napędzie w pełni elektrycznym. Model EP9 powstał w limitowanej liczbie sztuk jako pokaz umiejętności konstruktorów działających w ramach NIO.

### NIO
Podczas Shanghai Auto Show w kwietniu 2017 roku NIO przedstawiło pierwszy model samochodu przeznaczonego do masowej produkcji, zmieniając nazwę startupu na NIO Inc. Pełnowymiarowy SUV o napędzie elektrycznym otrzymał nazwę ES8 i trafił do produkcji oraz sprzedaży w Chinach rok później, latem 2018. Również postać SUV-ów, lecz mniejszych i tańszych od topowego ES8, przyjęły kolejne produkcyjne modele NI0 - ES6, który trafił do sprzedaży w 2019 roku oraz EC6, który oferowany jest od 2020 roku.
W kwietniu 2019 roku NIO przedstawiło studium ET Preview zapowiadające pierwszy klasyczny samochód osobowy pod postacią wyższej klasy fastbacka będącego odpowiedzią na takie modele, jak Tesla Model S czy Xpeng P7. Pierwotnie seryjna odmiana modelu pod nazwą NIO ET7 miała trafić do produkcji jeszcze w 2019 roku, jednak z powodu niezadowalającej sprzedaży i związanych z tym wyników sprzedaży najpierw przełożono ją na bliżej nieokreślony termin w 2020 roku. Pod koniec kwietnia 2020 roku NIO ogłosiło pozyskanie nowego źródła finansowania ze strony chińskich inwestorów w wysokości ok. 1 miliarda dolarów amerykańskich, co było konieczne z powodu spadającej sprzedaży.
W styczniu 2021 roku NIO przedstawiło swój pierwszy produkcyjny klasyczny samochód osobowy w formie sztandarowej limuzyny ET7 jako rozwinięcie studium NIO ET Preview z 2019 roku. W kwietniu tego samego roku poziom produkcji NIO przekroczył 100 tysięcy sztuk - jubileuszowym egzemplarzem było szare NIO ES8. W grudniu z kolei zaprezentowano kolejny klasyczny samochód osobowy, tym razem w postaci mniejszego od ET7 średniej wielkości sedana, NIO ET5. Czerwiec 2022 przyniósł z kolei powrót do poszerzania gamy swoich SUV-ów, przedstawiając duży model ES7. W grudniu 2022 podczas uroczystego, corocznego wydarzenia NIO Day przedstawiono kolejne modele nowej generacji technologii NIO: flagowego SUV-a Coupe EC7 i drugą generację topowego ES8.
W kwietniu 2023 NIO przeszło do modernizacji swoich dwóch ostatnich, wówczas relatywnie najstarszych modeli w gamie. Najpierw przedstawiono kolejne wcielenie podstawowego ES6, z kolei we wrześniu dołączyło nowe spokrewnione EC6. Pod koniec grudnia podczas corocznego wydarzenia NIO Day firma przedstawiła dalsze plany rozwojowe, prezentując zarazem trzeci i największy klasyczny odobowy model w gamie: luksusową, flagową limuzynę ET9.

### Europejska ekspansja
Pod koniec kwietnia 2021 roku NIO oficjalnie potwierdziło rozpoczęcie działalności na rynku europejskim, zapowiadając inauguracyjną konferencję 6 maja. Podobnie jak w przypadku konkurencyjnego Xpenga, za pierwszy kraj, w którym NIO rozpoczęło sprzedaż pojazdów, wybrano największy rynek dla samochodów elektrycznych w regionie - Norwegię.
W czerwcu 2021 roku NIO uzyskało niezbędne zezwolenia na prowadzenie dystrybucji i sprzedaży swoich samochodów na obszarze Unii Europejskiej, zapowiadając także plan uruchomienia sieci stacji wymiany baterii na wzór tego, jak ta usługa na masową skalę funkcjonuje w rodzimych Chinach. Sprzedaż pojazdów chińskiego producenta w tym kraju została zainaugurowana oficjalnie 1 października 2021 roku, otwierając punkt sprzedaży NIO House w centrum Oslo. Ofertę utworzył początkowo topowy SUV ES8.
W lipcu 2022 NIO poszerzyło swoją działalność o kolejne kraje zachodnioeuropejskie, poza Norwegią rozpoczynając sprzedaż także na terenie Szwecji, Danii, Francji, Holandii oraz Niemiec. Równocześnie, chińska firma przystąpiła do budowy stacji wymiany baterii w nowych rynkach zbytu, w grudniu 2022 posiadając 9 takich punktów w każdym z nich. W 2023 firma ogłosiła, że kolejnym dużym rynkiem zbytu w Europie Zachodniej została Wielka Brytania, wskazując plany wprowadzenia do sprzedaży na potrzeby rynku europejskiego dwóch nowych marek przystępnych cenowo samochodów elektrycznych.

### Onvo i Firefly
Wiosną 2024 roku NIO przystąpiło do rozbudowy swojego portfolio marek samochodowych, zgodnie z zapowiedziami przystępując do urozmaicenia go o filie oferujące tańsze samochody. W pierwszej kolejności w maju 2024 zainaugurowano działalność Onvo, które za pomocą swojego pierwszego modelu Onvo L60 skoncentrowało się na samochodach elektrycznych łączących przystępność cenową z niskim zużyciem energii i dużym zasięgiem maksymalnym. 

### Technologie i oddziały NIO
W część struktury spółki NIO Inc. wchodzą trzy oddziały. NIO Power zajmuje się budową i obsługą serwisową stacji szybkiej wymiany baterii, NIO Service koncentruje się na funkcjonowaniu sieci serwisowej oraz NIO Life będące marką odzieżową współpracującą z projektantami mody. Działalność NIO, jeszcze pod nazwą NextEV, skoncentrowana była początkowo na startowaniu wyścigach Formuły E bolidami o napędzie elektrycznym, poczynając od sezonu 2014–2015, a później także pod nazwą NIO Formula E.
Poza samochodami elektrycznymi, NIO skoncentrowało się również na rozwoju nowatorskich technologii z nimi związanych. Sztandarowym projektem producenta została alternatywna metoda uzupełniania energii elektrycznej w samochodach względem np. systemu sieci szybkich ładowarek Supercharger stosowanego przez Teslę. NIO opracowało system szybkiej wymiany baterii w pojazdach, budując w tym celu wstępnie 131 stacji zapewniających tę usługę wzdłuż autostrad we wschodnich Chinach. W 2021 liczba stacji wzrosła do 504, a liczba wymian baterii za ich pomocą pod koniec września 2021 wyniosła 4 miliony. W 2020 roku producent zaprezentował też technologię NOMI AI, która polega na wykorzystaniu sztucznej inteligencji do obsługi podstawowych funkcji pojazdu podczas jazdy, takich jak sterowanie nawigacji i radia, a także identyfikacja pasażerów pojazdu za pośrednictwem fotografii twarzy.
We wrześniu 2023 NIO przedstawiło pierwszy produkt spoza branży motoryzacyjnej, wkraczając do dynamicznie rozwijającego się chińskiego się rynku smartfonów. NIO Phone zostało zsynchronizowane ze środowiskiem oprogramowania stosowanego w samochodach firmy, co umożliwiła wbudowana aplikacja NIO-Link. Telefon NIO może też pełnić funkcję klucza do zdalnego sterowania samochodem.

## Modele samochodów

### Obecnie produkowane

#### Samochody osobowe
- ET5
- ET7
- ET9

#### SUV-y
- ES6
- EC6
- ES7
- EC7
- ES8

### Historyczne
- EP9 (2016)

### Studyjne
- NIO Eve Concept (2017)
- NIO ET Preview Concept (2019)